# Sporosarcina aquimarina
Sporosarcina aquimarina ist eine Bakterienart aus der Abteilung Firmicutes. Der Gram-Test verläuft positiv. Der GC-Gehalt dieser Art ist 40 %.

## Merkmale

### Erscheinungsbild
Die Zellen von Sporosarcina aquimarina sind stäbchenförmig. Sie sind grampositiv bis gramvariabel. Der Durchmesser der Zellen liegt zwischen 0,9 und 1,2 μm in der Breite und 2,0 bis 3,5 μm in der Länge. S. aquimarina bildet, wie alle Arten der Gattung, Endosporen. Diese liegen terminal in der Mutterzelle und sind rundlich geformt, dabei ist die Zelle angeschwollen. Die Art ist durch eine monopolare Geißel motil, kann sich also selbständig bewegen.
Auf festen Nährböden wachsen die Zellen zu hellorangen Kolonien heran, diese sind glatt. In der Aufsicht sind die Kolonien rund bis unregelmäßig geformt, von der Seite betrachtet erhaben.

### Stoffwechsel und Wachstum
Sporosarcina aquimarina ist heterotroph, sie führt keine Photosynthese durch. Der Stoffwechsel beruht auf der Atmung bzw. der Fermentation. Die Art zeigt auch unter anaeroben Bedingungen, also unter Sauerstoffausschluss, Wachstum, sie ist fakultativ anaerob. Der pH-Wert für bestes Wachstum liegt bei 6,5–7,0. Bei Werten unter pH 5,0 erfolgt kein Wachstum. Die Art zeigt Wachstum bei 4–37 °C, die optimale Temperatur liegt bei 25 °C, bei 40 °C erfolgt kein Wachstum mehr. S. aquimarina toleriert große Mengen von Natriumchlorid (Kochsalz) im Nährmedium, die Art ist halophil. Bei 13 % Natriumchlorid erfolgt Wachstum, bei 14 % NaCl erfolgt kein Wachstum mehr. Zur Kultivierung kann Casein-Soja-Pepton-Agar (auch als Trypton-Soja-Agar, abgekürzt TSA bezeichnet) verwendet werden. Zusätzlich müssen noch Mineralsalze hinzugefügt werden, die in ihrer Zusammensetzung der von Meerwasser entsprechen.
Biochemische Merkmale, wie beispielsweise die vorhandenen Enzyme können in einer „Bunten Reihe“ zur Identifizierung von S. aquimarina verwendet werden. Neben dem positiven Katalase- und Oxidase-Test können folgende Merkmale zur Unterscheidung zu den anderen Arten herangezogen werden: Sie kann Nitrat zu Nitrit reduzieren, bei dieser Denitrifikation wird jedoch kein Gas (molekularer Stickstoff) gebildet. Der Urease-Test fällt positiv aus, die Art besitzt das Enzym Urease und ist somit in der Lage, den im Urin enthaltenen Harnstoff abzubauen. Von der Gattung Sporosarcina sind mehrere Arten in der Lage, Harnstoff (Lateinisch urea) zu nutzen, Beispiele sind S. globispora und S. psychrophila. Auch Gelatine wird durch Hydrolyse verwertet. Sie kann jedoch nicht Stärke hydrolysieren, ebenso wenig kann sie Casein verwerten. Der Indol-Test verläuft negativ. Sie verfügt nicht über das Enzym Arginindihydrolase (ADH) und kann daher die Aminosäure Arginin nicht abbauen.
Mehrere Kohlenhydrate werden abgebaut, dabei wird Säure, aber kein Gas gebildet. Zu den verwertbaren Kohlenhydraten gehören Fructose, Ribose und D-Tagatose, sowie der Zuckeralkohol Glycerin (Glycerol). Deutlich höher ist die Anzahl der Kohlenhydrate, die nicht verwertet werden können, dazu gehören D- und L-Arabinose, Cellobiose, Galactose, Glucose, Lactose, Maltose, Mannose, Melibiose, Raffinose, Rhamnose, Saccharose, Sorbose, Trehalose und D- und L-Xylose. Ebenso wenig werden die Zuckeralkohole Dulcitol (Galaktit), Inositol, Mannitol, Sorbitol und Xylitol abgebaut.

### Chemotaxonomische Merkmale
Die Mureinschicht in der Zellwand enthält die Diaminosäure L-Lysin als diagnostisch wichtige Aminosäure an Position 3 der Peptidbrücke. Der Peptidoglycan-Typ ist A4α (eine Aminodicarbonsäure – eine Aminosäure mit zwei Carboxygruppen – verbindet zwei Tetrapeptide), bei der Aminodicarbonsäure handelt es sich um D-Asparaginsäure. Wie für Sporosarcina-Arten üblich ist das Haupt-Menachinon MK-7. Die in den Membranlipiden hauptsächlich vorkommende Fettsäure ist die verzweigte  Fettsäure mit der Abkürzung anteiso-C15:0 (anteiso-Pentadecansäure), ihr Anteil liegt bei 77 %. Der GC-Gehalt in der Bakterien-DNA liegt bei 40 Mol-Prozent. Das Genom wurde bisher (Stand 2014) noch nicht vollständig sequenziert. Allerdings wurden für phylogenetische Untersuchungen die Nukleotide der 16S rRNA bestimmt, ein für Prokaryoten typischer Vertreter der ribosomalen RNA.

### Pathogenität
Sporosarcina aquimarina ist nicht pathogen („krankheitserregend“), sie wird durch die Biostoffverordnung in Verbindung mit der TRBA (Technische Regeln für Biologische Arbeitsstoffe) 466 der Risikogruppe 1 zugeordnet.

## Systematik
Die Art Sporosarcina aquimarina zählt zu der Familie der Planococcaceae. Diese Familie wird zu der Abteilung der Firmicutes gestellt. Die Art wurde von Jung-Hoon Yoon u. a. im Jahr 2001 erstbeschrieben. Der Vergleich des neu entdeckten Bakterienstammes mit mehreren Arten, die zuvor der Gattung Bacillus zugeordnet wurden, zeigte, dass diese ebenfalls der Gattung Sporosarcina angehören. Die Bezeichnung Bacillus aquamarinus wird als Synonym verwendet. Der Typusstamm ist S. aquimarina JCM 10887 (= KCCM 41039), dieser Bakterienstamm lässt sich direkt auf das von Yoon u. a. untersuchte Isolat (Stamm SW28) zurückführen. Es sind zahlreiche Bakterienstämme von S. aquimarina in verschiedenen Sammlungen von Mikroorganismen hinterlegt.

## Etymologie
Der Gattungsname Sporosarcina leitet sich von dem griechischen Wort spora („Spore“) und dem lateinischen Wort sarcina („Bündel“) ab und bezieht sich auf das Erscheinungsbild dieser sporenbildenden Bakterien. Der Artname S. aquimarina ist aus dem lateinischen Wort aqua (Wasser) und marinus („See“, „Meer“) zusammengesetzt und bezieht sich auf das Vorkommen der Art im Meereswasser, S. aquimarina wurde aus Meereswasser bei Korea isoliert.

## Ökologie
Die Art wurde aus Meerwasser bei Korea isoliert.